# Ulf Evenås
Ulf Evenås, född 3 november 1946 i Trollhättan, är en internationellt verksam aikidoinstruktör och huvudinstruktör i Göteborgs Aikidoklubb. Enligt International Aikido Federation (IAF) är Evenås en av europas ledande shihans.
Evenås karriär inom kampsporter började med Kyokushin Karate, innan han övergick till Aikido. Han har tränat aikido sedan 1969 och var elev till Morihiro Saito mellan 1973 och 2002.
År 1972 grundade han Göteborgs Aikidoklubb tillsammans med Lars-Göran Andersson.  Evenås var 2001 den första svensken att tilldelades 7 dan i graderingssystemet  Iwama Ryu av Saito. Han utsågs till shihan av organisationen Hombu Dojo 2007 och fick 7 dan i aikido av Aikikai 2008.[källa behövs] Evenås är medlem i Svenska Budoförbundets aikidosektions graderingskommitté, och utsågs 2001 till Årets Budoutövare av Svenska Budoförbundet. Vid Kampsportsgalan i mars 2014 fick han utmärkelsen Årets Traditionella Utövare.
Som en av ytterst få västerlänningar någonsin tilldelades han  12 januari 2025 den högsta graden 8 dan av Aikkai vid en ceremoni i organisationens högkvarter, Hombu Dojo i Tokyo.http://aikikai.or.jp/pdf/suisen/2025.pdf
Förutom kampsporter har Evenås arbetat som utbildnings- och utvecklingsledare för konflikthantering inom Kriminalvården. Han är utbildad vid FBI Academy och har studerat  förhandlingsteknik och konflikthantering vid Harvard University.